# طارق عبدالله
طارق عبدالله (انگلیسی: Tareq Abdullah؛ زادهٔ ۶ سپتامبر ۱۹۹۵) ورزشکار است.
وی همچنین در تیم ملی فوتبال زیر ۲۳ سال عربستان سعودی بازی کرده‌است.